# カンファレンス (カレッジスポーツ)
アメリカ合衆国のカレッジスポーツにおけるカンファレンス (conference) とは、いくつかのスポーツチームで構成されるリーグのことである。
ここでは全米大学体育協会の第一部 (Division I) に所属するカンファレンスのみを述べる。カレッジスポーツの全カンファレンスのリストについては、英語版 Wikipedia の List of college athletic conferences を参照のこと。

## 概要
日本で言えば野球の東京六大学、東都大学野球リーグ、アメリカンフットボールの関東学生アメリカンフットボールリーグ、関西学生アメリカンフットボールリーグなどのリーグにあたる。
カンファレンスやその構成校を統括する組織として、全米大学体育協会 (Collegiate Athletic Association, NCAA) があり、大半のカンファレンスが所属している。小規模な学校のみのカンファレンスの中には、National Association of Intercollegiate Athletics (NAIA) に所属しているものもある。これらは日本で言えば体育会にあたる。全米大学体育協会に所属する各カンファレンスはその構成校の規模や強さによってさらにディヴィジョン (division) に分かれる。これは日本の体育会で第一部、第二部などと分かれているのとほぼ等しい。
多くのカンファレンスは大学スポーツの全てをカバーしているが、中にはバスケットボールのみのカンファレンス、ホッケーのみのカンファレンスなども存在する。同じ大学でもスポーツによって所属カンファレンスが異なることもある。
日本の大学リーグと比べると、カンファレンス間の大学の移籍や、カンファレンス同士の合併、カンファレンスの解散などが比較的高い頻度で行われている。時には成績不振や不祥事等を理由としたカンファレンスからの追放も行われることがあり、その場合当該大学は一時的にどのカンファレンスにも所属しない「独立校」となる。また伝統的な理由で、一部もしくは全部の種目について、あえてどのカンファレンスにも所属せず独立校を貫く大学もある（詳細は後述）。
NCAAでは、カンファレンスの設立及び維持のためには最低でも6大学（FBSに属するカンファレンスは8大学）が所属することを求めている。脱退等で所属校数がこれを下回った場合、当該カンファレンスは2年間の猶予期間の間に新規加入校を集め校数を充足する必要があり、これを満たせない場合は当該カンファレンスは強制的に解散となる（en:2021–2024 NCAA conference realignmentも参照）。

## Division Iの中での階層化
フットボールは他のカレッジスポーツに比べて階層化が著しく、Division I の中でもさらにボウル・サブディビジョン（FBS/旧I-A/メジャー）とチャンピオンシップ・サブディビジョン（FCS/旧I-AA/マイナー）に分かれる。さらに、FBSも2013年までのボウル・チャンピオンシップ・シリーズ（Bowl Championship Series, BCS）に属するカンファレンス（以下パワー5）とそれ以外とのカンファレンス（以下グループ5）で階層が分かれている。
パワー5所属カンファレンスは全米屈指の強豪校・実力校を揃えるメジャー中のメジャーであり、その優勝校が６大ボウル（ローズ・フィエスタ・シュガー・オレンジ・コットン・ピーチ）のいずれかへの出場権を必ず得られるという特権を持っている。
なお、フットボール以外のスポーツにおいては、FBS/FCSの区別はなく（FBS, FCSのFはFootballのFである）、全て Division Iとして扱われる。

## Division I FBS

### パワー5所属カンファレンス
- アトランティック・コースト・カンファレンス (Atlantic Coast Conference, ACC)
- ビッグ・テン・カンファレンス (Big Ten Conference, Big Ten)
- ビッグ12カンファレンス (Big 12 Conference, Big 12)
- パシフィック12カンファレンス (Pacific-12 Conference, Pac-12)
- サウスイースタン・カンファレンス (Southeastern Conference, SEC)
- 独立校
  - ノートルダム大学

ノートルダム大学のフットボールチームは、いずれのカンファレンスにも所属していないが、過去の実績が高く、毎年ミシガン大学や南カリフォルニア大学等のパワー5所属校と対戦しているため、一定の成績を条件に6大ボウルへの出場権を得られる。なお、同校はフットボールにおいてのみ無所属であり、他のスポーツではアトランティック・コースト・カンファレンスに所属している。なお、2020年のシーズンは、新型コロナウイルス感染症流行の影響でカンファレンス外のフットボールの対戦が殆どキャンセルされたため、特例として、同校フットボールチームもアトランティック・コースト・カンファレンス所属校として戦った。

### グループ5カンファレンス
- カンファレンスUSA (Conference USA, C-USA)
- ミッドアメリカン・カンファレンス (Mid-American Conference, MAC)
- マウンテン・ウェスト・カンファレンス (Mountain West Conference, MWC)

2004年シーズンにおいて、当時MWC所属だったユタ大学はシーズン全勝を記録しランキング6位という優秀な成績を残したため、当時非BCS所属カンファレンスの所属校として初めてとなる4大ボウル（2005年フィエスタボウル）出場が認められた。
- サンベルト・カンファレンス (Sun Belt Conference)
- アメリカン・アスレチック・カンファレンス (American Athletic Conference, AAC) - 2013年に旧ビッグ・イースト・カンファレンス (Big East Conference、Big East) のうち、FBSでフットボールを行う大学が残って改称した。
- 独立校
  - 陸軍士官学校 (Army)

陸軍士官学校のフットボールチームは2004年シーズン後にカンファレンスUSAから脱退。他のスポーツではパトリオット・リーグに所属している。
  - ブリガムヤング大学 (Brigham Young, BYU)

フットボールのみ長らく独立校である（その他のスポーツはウエスト・コースト・カンファレンス所属）。ただし2023年シーズンよりビッグ12カンファレンスに加入予定。
  - 海軍兵学校 (Navy)

海軍兵学校のフットボールチームは、いずれのカンファレンスにも所属していなかった。他のスポーツではパトリオット・リーグに所属している。ただし2015年よりフットボールについてアメリカン・アスレチック・カンファレンスに加盟するため[2]、以後は独立校から外れる。

## Division I FCS
- ビッグ・スカイ・カンファレンス (Big Sky Conference)
- ビッグ・サウス・カンファレンス (Big South Conference)
- コロニアル・アスレチック・アソシエーション（Colonial Athletic Association, CAA）
- アイビー・リーグ (Ivy League)

IVYとはもともとInter-Varsity を縮めたものであり、ツタの絡まる歴史ある名門大学、という意味ではない。しかし時代が経つにつれて本来のカレッジスポーツ・カンファレンスとしての意味が弱まり、東部名門8大学そのものを指すようになった。
- ミッドイースタン・アスレチック・カンファレンス（Mid-Eastern Athletic Conference, MEAC）
- ミズーリ・バレー・フットボール・カンファレンス（Missouri Valley Football Conference, MVFC）
- ノースイースト・カンファレンス（Northeast Conference, NEC）
- オハイオ・バレー・カンファレンス（Ohio Valley Conference, OVC）
- パトリオット・リーグ（Patriot League）
- パイオニア・フットボール・リーグ（Pioneer Football League）
- サザン・カンファレンス（Southern Conference, SoCon）
- サウスランド・カンファレンス（Southland Conference）
- サウスウェスタン・アスレチック・カンファレンス（Southwestern Athletic Conference, SWAC）

サウスウェスタン・アスレチック・カンファレンスは解散したサウスウェスト・カンファレンス（後述）とは別物である。

## Division I Non-football(フットボールを行わないカンファレンス)
下記のカンファレンスは、全てフットボールを行わないカンファレンスであり、non-footballと呼ばれる。以下に述べるのはnon-footballのカンファレンスである。
- アメリカ・イースト・カンファレンス（America East Conference）
- アトランティック・テン・カンファレンス (Atlantic 10 Conference, A-10)
- アトランティック・サン・カンファレンス（Atlantic Sun Conference, ASUN）
- ビッグ・イースト・カンファレンス - 2013年に旧ビッグ・イースト・カンファレンスから、non-footballのみのカンファレンスとして分離した。
- ビッグ・ウェスト・カンファレンス（Big West Conference）
- ホライズン・リーグ（Horizon League）
- メトロ・アトランティック・アスレチック・カンファレンス (Metro Atlantic Athletic Conference, MAAC)
- ミズーリ・バレー・カンファレンス（Missouri Valley Conference, MVC/The Valley）
- サミット・リーグ（The Summit League）
- ウェスト・コースト・カンファレンス（West Coast Conference, WCC）
- ウェスタン・アスレチック・カンファレンス（Western Athletic Conference, WAC)

## ホッケーのみのカンファレンス
- アトランティック・ホッケー（Atlantic Hockey）
- 全米大学ホッケーカンファレンス（National Collegiate Hockey Conference）
- カレッジ・ホッケー・アメリカ（College Hockey America)
- ECACホッケー・リーグ（ECAC Hockey League)
- ホッケー・イースト協会（Hockey East Association)
- 西部大学ホッケー協会（Western Collegiate Hockey Association）

## その他各種スポーツに特化したカンファレンス
- アトランティック・サッカー・カンファレンス（Atlantic Soccer Conference）
- アメリカン・ラクロス・カンファレンス（American Lacrosse Conference）
- 大学水球協会（Collegiate Water Polo Association）
- 東部インカレ・バレーボール協会（Eastern Intercollegiate Volleyball Association）
- 東部インカレ・レスリング協会（Eastern Intercollegiate Wrestling Association）
- イースタン・レスリング・リーグ（Eastern Wrestling League）
- グレート・ウェスタン・ラクロス・リーグ（Great Western Lacrosse League）
- 中西部インカレ・バレーボール協会Midwest Intercollegiate Volleyball Association）
- 太平洋山岳部スポーツ連合（Mountain Pacific Sports Federation）
- 北太平洋フィールド・ホッケー・カンファレンス（Northern Pacific Field Hockey Conference）
- パシフィック・コースト・ソフトボール・カンファレンス（Pacific Coast Softball Conference）
- 西部水球協会（Western Water Polo Association）

## 消滅したカンファレンス
- ビッグ・エイト・カンファレンス（Big Eight Conference）

現在はビッグ12カンファレンスとなっている。かつてはBig Six、Big Sevenというカンファレンス名だったこともあった。
- グレート・ミッドウェスト・カンファレンス（Great Midwest Conference）
- メトロ・カンファレンス（Metro Conference）

上記2カンファレンスは合併してカンファレンスUSAとなった
- パシフィック・コースト・アスレチック・アソシエーション（Pacific Coast Athletic Association）

現在はビッグ・ウェスト・カンファレンスとなっている。
- サウスウェスト・カンファレンス（Southwest Conference、SWC）

テキサス州内の主要大学8校で構成されていた。現在のパワー5カンファレンスに相当する主要なカンファレンスであったが、相次ぐ構成校の不祥事によってカンファレンス運営が困難となり1996年に解散した。当時の構成校のうちテキサス大学、テキサスA&M大学、テキサス工科大学、ベイラー大学の4校はビッグ・エイト・カンファレンスに加入し、ビッグ12カンファレンスを構成した。それ以外の"Forgotten Four"（忘れられた4校）と呼ばれる各校は非BCS所属カンファレンスに回され、テキサスクリスチャン大学を除く3校は長らく不振にあえいでいた。特に南メソジスト大学は規則違反が酷かったため、1987年に同年の試合キャンセル、翌年までのホームゲームキャンセル、2年間のテレビ放映禁止などを含む「死刑」（The "Death Penalty"）と呼ばれる、カレッジフットボール史上最も厳しい処分がNCAAによって下された。同校のフットボールチーム、マスタングスはその後、ウェスタン・アスレチック・カンファレンス、カンファレンスUSAを経て、アメリカン・アスレチック・カンファレンスに所属しているが、Division I-A/FBS最弱校のひとつに数えられていた時期が続いた。「死刑」後に初めてボウルゲームに出場、勝利したのは2009年であり、そこまでの復活には22年もの歳月を要した。APランキングに復帰したのはそのさらに10年後、2019年5週目で、「死刑」直前の1986年以来、実に33年ぶりのことであった。
- ヤンキー・カンファレンス（Yankee Conference）

アトランティック・テン・カンファレンスに吸収合併された。
- 中部大学ホッケー協会（Central Collegiate Hockey Association）

全米大学ホッケーカンファレンスとなった。